# Амос, Найджел
На́йджел Карлос Амильфитано А́мос (англ. Nijel Carlos Amilfitano Amos; род. 15 марта 1994 года, деревня Маробела) — ботсванский легкоатлет, специализирующийся в беге на средние дистанции. Серебряный призёр Олимпийских игр в Лондоне. Первый призёр Олимпийских игр в истории Ботсваны.

## Карьера
Первым успехом для Найджела Амоса стала бронзовая медаль на юношеском чемпионате Африки 2011 года, который проходил в столице Ботсваны — Габороне. Там Амос установил национальный рекорд среди юношей — 1:47.28. Этот рекорд он улучшил в этом же году, в Лилле, на чемпионате мира среди юношей, на котором он финишировал пятым на дистанции 800 метров.
В 2012 году Найджел установил рекорд Ботсваны на 800-метровке, показав время 1:43.11 на соревнованиях в Мангейме. На чемпионате мира среди юниоров в Барселоне Амос завоевал золотую медаль. Менее чем через месяц после этого 18-летний Амос выступил на Олимпийских играх, где завоевал серебряную медаль на дистанции 800 метров со временем 1:41.73, проиграв только новому рекордсмену мира — кенийцу Дэвиду Рудише. Эта медаль стала первой олимпийской медалью за всю историю Ботсваны.
В 2014 году на Играх Содружества в Глазго выиграл золото на дистанции 800 метров, опередив в финале олимпийского чемпиона Дэвида Рудишу.
В июле 2022 года Найджел Амос был временно отстранен за допинг, за несколько дней до открытия чемпионата мира в Юджине, США. Найджел Амос дал положительный результат на метаболический модулятор..